# One More Day
A One More Day (magyarul: Még egy nap) egy alternatív rockdal, mely Grúziát képviselte a 2011-es Eurovíziós Dalfesztiválon. A dalt a grúz Eldrine együttes adta elő angol nyelven.
A dal a 2011. február 19-én rendezett grúz nemzeti döntőn nyerte el az indulás jogát. A döntőben nézői szavazatok és egy szakmai zsűri pontjainak összesítése után végzett az első helyen a hétfős mezőnyben.
Az Eurovíziós Dalfesztiválon a dalt először a május 10-én rendezett első elődöntőben adták elő, a fellépési sorrendben kilencedikként, a svájci Anna Rossinelli In Love for a While című dala után, és a finn Paradise Oskar Da da dam című dala előtt. Az elődöntőben 74 ponttal a hatodik helyen végzett, így továbbjutott a május 14-i döntőbe.
A május 14-i döntőben a fellépési sorrendben huszonötödikként, utolsóként adták elő, a szerb Nina Čaroban című dala után. A szavazás során 110 pontot szerzett, három országtól (Fehéroroszország, Litvánia, Ukrajna) begyűjtve a maximális 12 pontot. Ez a kilencedik helyet jelentette a huszonöt fős mezőnyben. Grúzia sorozatban másodszor végzett az első tíz között, egy évvel korábban szintén a kilencedik helyen zárt.